# 오늘도 사랑스럽개
오늘도 사랑스럽개는 이혜 작가의 웹툰으로 2017년 8월 6일부터 2019년 5월 12일까지 네이버 웹툰에서 연재하였다.

## 등장인물

### 주연
- 한해나: 가람고등학교 국어 교사로 다른 남자와 키스를 하면 밤마다 개로 변하는 저주를 가지고 있다. 술을 마신 뒤 진서원에게 키스를 하는 바람에 밤마다 개로 변하고 있다. 이 저주를 풀기 위해 진서원에게 접근을 한다.결국 진서원과 사귄다. 후속작 이번 생도 잘 부탁해에서 진서원과 결혼하고 애까지 낳은 모습이 그려졌다.
- 진서원: 한해나와 같은 고등학교의 수학교사이다. 한해나에게 키스를 당하게 된다. 같은 학교에서 근무하는 이보겸과는 친구 관계이다. 개를 무척 싫어하여 어렸을 때 괴롭힘을 받은 적도 있다. 한해나를 나름 좋아하고 있었지만 그녀의 주변에 늘 개가 많아 접근을 하지 않는다. 결국 한해나와 사귄다. 한해나와 결혼하고 애까지 낳았다.
- 이보겸: 고등학교 역사 교사이며, 정체는 산신이다. 한해나의 가문에 저주를 건 장본인. 한해나의 짝사랑 상대였기도 하다.
- 최율: 진서원의 조카이다. 한해나가 재직 중인 고등학교에 재학하고 있는 가람고등학교 2학년으로 한해나가 담당하는 반의 학생이며 해나의 비밀을 알게 되고 점점 그녀를 좋아하게 되지만 그녀가 서원을 좋아한다는 것을 알고 심란해하거나 우물쭈물하는 서원에게 괜히 소리친 것에 죄책감을 가진다.

### 주변 인물
- 윤채아: 해나와 같은 고등학교 국어 교사이며 진서원을 마음에 두고 있다. 해나에게는 제멋대로인 성격 탓에 평이 좋지 않았으나 담당 학생 지원이가 학교폭력을 당했을 때 자기는 책임지기는커녕 불편해 했다는 것을 서원을 통해 알게 되고 개과천선하고, 그 후 해나와 서원이 서로 좋아하는 걸 알고 서로 오해해서 못다가가자 고구마를 먹는듯한 답답함을 실시간으로 경험했지만 딱히 직접적으로 이어주진 않았다.
- 한유나: 해나의 친언니. 해나와 같이 살고 있다. 어렸을 땐 서로 머리채를 쥐어뜯을 정도로 티격태격 댔지만 지금은 해나에게 진심으로 조언을 해주는 면모를 가지고 있다. 해나와 마찬가지로 조상의 저주를 물려받았기 때문에 사귀던 남자에게 키스를 당하고 개로 변해 차인 아픈 전적이 있다. 직업은 프리랜서로 정확히 무엇을 하는지 밝혀지지는 않았다.
- 지아: 후반부에 서원네 반에 전학온 전학생. 사실 무당의 딸이라 영적인 감이 있다. 산신인 이보겸을 적대시하며 정체를 꿰뚤고 있다. 그리고 율의 전생이 개라는 것도 알아맞친다.

### 엑스트라
- 김지원: 채아가 맡은 반에서 일진무리에게 따돌림을 당하던 여학생. 이런 경험은 많았기에 숨기고 전학가려했으나 서원의 조언으로 학폭위를 열기로 결심하지만 일진무리의 '학폭위를 열면 서원쌤이 너에게 성추행을 했다는 걸 SNS에 올리겠다'라는 거짓을 퍼뜨리겠다는 협박에 그냥 전학을 가버린 비운의 캐릭터.
- 현재희: 지원이를 괴롭힌 일진무리의 우두머리 노릇을 하는 여학생. 나중에 이보겸이 단체로 응징을 한다.

### 조선
- 소년: 해나의 전생이자 해나의 조상. 순수하고 착한 성격으로 해나네 집안에 대대로 전해진 이야기와는 다른 모습이다. 같은 마을 친구인 막순이를 짝사랑해 거짓말해 오해한 산신이 집안 대대로 저주를 거는 계기를 만든다. 나중에 짝사랑하는 막순이가 죽었다는 소식을 듣고 괴로워하나, 안타까웠던 산신이 소식을 들은 기억을 아예 없애버린다.
- 막순: 약간 쌀쌀맞은 새침데기같은 모습을 가진 여자아이. 진서원의 전생이 이 소녀였다. 소년을 짝사랑해 첩으로 팔릴 위기에 처했을 때 반대하고 소년이 다른 아이들처럼 초영이를 좋아한다 오해해 질투가 난 나머지 초영이의 개인 백구를 숨기지만 나중에 진심으로 뉘우치고 백구를 찾아다니다 백구가 혼자 절벽으로 가 메달리는 바람에 초영이가 구하려다 죽었다는 소식을 듣고 죄책감에 휩싸여 굶어죽는다.
- 초영: 상냥한 성격에 예쁜 미모덕에 남자아이들의 짝사랑 대상인 여자아이. 사실 그녀는 산신을 짝사랑하고 있었고 산신은 아닌척해도 속으로는 초영을 은근 좋아했지만 나중에 초영이가 늙어 죽는 것이 두려워 매번 찬다. 그런데 초영이가 또 온다고 했는데 죽었다는 소식을 듣고 소년의 막순이를 쉴드 치려는 거짓말에 소년이 초영이를 죽였다는 것에 분노한 나머지 애꿏은 소년에게 저주를 걸어버린다. 다른 인물들은 모두 현대에 환생하는데 유일하게 환생하지 않는 인물.
- 백구:초영이 키우는 개. 유독 개를 좋아해서 환장하는 율의 전생의 모습이다. 막순이가 초영이를 질투한 나머지 백구를 발견하고 숨겨 백구가 어찌저찌 절벽으로 가버리자 초영이 구하려다 둘 다 죽어버린다.

## 스토리
여주인공 한해나는 어렸을 때부터, 모범생에, 친구도 많고, 평범한 가정에서 유복하게 살아온데다 외모도 수준급이라 남부러울 것 없을 것 같은 사람이지만, 그녀는 자신을 '세상에서 가장 불행한 여자'라고 생각한다. 그 이유는 해나의 조상님의 장난 때문에 대대로 키스를 하면 밤마다 개로 변하는 저주를 물려받아 남자들한테 연달아 차였기 때문이다. 보겸을 짝사랑하는데 그가 개를 좋아하는 것을 보고 그는 자신을 이해할 거라며 술을 마신 채 그에게 키스를 한다. 하지만 키스를 당한 상대는 보겸이 아닌 진서원. 하필 서원은 해나를 불편해하는데다, 유독 차갑게 굴었기 때문에 어색한 사이였기 때문이다. 그렇게 해나는 12시 이후에는 개로 변해 버리게 된다. 다시 저주를 푸는 방법은 개인 상태로 키스한 상대와 다시 키스를 하는 것. 하지만 서원이 개를 싫어하는 것을 알게 된 해나는 저주를 풀기가 쉽지 않을 것이라 생각한다. 그렇게 해나가 저주를 푸는 과정과 그 이후를 담은 로맨스 웹툰.